# Xeon
A Xeon (kiejtése kb. zion) az Intel egy nem fogyasztói eszközökben való felhasználásra tervezett mikroprocesszor-sorozata; a Xeon processzorokat munkaállomásokban, szerverekben és beágyazott rendszerekben használják.
A márkanév az x86 és x86-64 processzorok több generációján keresztül átnyúlik. A régebbi modelleknél a megfelelő asztali processzor nevéhez hozzáfűzték a Xeon utótagot, az újabbaknál már csak a Xeon nevet használják magában. A Xeon processzorokba többnyire az asztali megfelelőjüknél nagyobb gyorsítótár került beépítésre, és a processzorok rendelkeznek a többprocesszoros működéshez szükséges egységekkel.

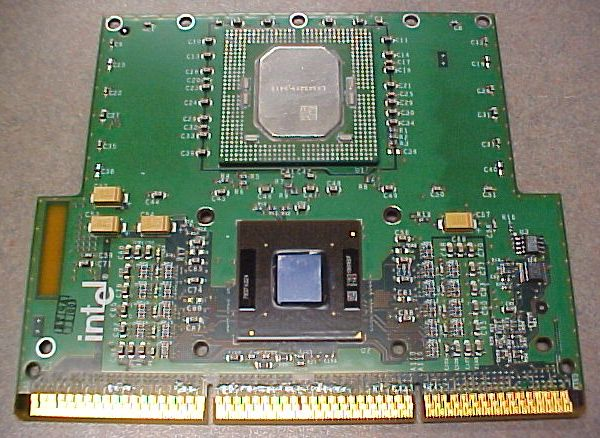
Egy 450 MHz-es Pentium II Xeon, L2 gyorsítótára 512 KB (a kazetta tokját eltávolították)

Az első Xeon processzorok 1998-ban jelentek meg, a Pentium II márkával együtt. A Pentium II és Pentium III a P6 mikroarchitektúrán alapultak.
2001 közepén jelent meg a következő Xeon sorozat, ennek nevéből már lehagyták a „Pentium” tagot. Ezek a processzorok már a NetBurst mikroarchitektúrát használták. Elnevezéseik a Foster, Prestonia és Gallatin. A Foster még 180 nm-es folyamattal készült, a következő kettő már 130 nm-es folyamattal. A processzoroknál az L2 gyorsítótár 256–512 KiB között, az L3 gyorsítótár mérete 0,5, 1, 2  vagy 4 MiB lehetett, maximális órajelük 2000 MHz-ről 3200 MHz-re növekedett.
Ezt követték a 90 nm-es folyamattal készült Nocona (2004) és Irwindale (2005) processzorok, 3600 és 3800 MHz-es maximális órajellel, 1 és 2 MiB L2 gyorsítótárral. 2005-től kezdve jelentek meg a kétmagos processzorok: Paxville és a 65 nm-es folyamattal készült Dempsey.
Megfigyelhető, hogy a processzorok egyre több magot tartalmaznak és egyre kisebb csíkszélességgel készülnek: a gyártási folyamat 2012-re elérte a 32 nm-es csíkszélességet, a magok száma pedig a 10-et.
A Xeon processzorokat szuperszámítógépekben is használják, ilyenek pl. a híres kínai Tianhe-I és Tianhe-IA számítógépek.
Az Apple Xeon processzorokkal szereli a professzionális felhasználásra tervezett Mac Pro gépeit.

## Fordítás
Ez a szócikk részben vagy egészben  a   Xeon című angol Wikipédia-szócikk ezen változatának fordításán alapul.  Az eredeti cikk szerkesztőit annak laptörténete sorolja fel. Ez a jelzés csupán a megfogalmazás eredetét és a szerzői jogokat jelzi, nem szolgál a cikkben szereplő információk forrásmegjelöléseként.